# Gentiana scabra
Gentiana scabra là một loài thực vật có hoa trong họ Long đởm. Loài này được Bunge mô tả khoa học đầu tiên năm 1836.